# Raphaël Colantonio
Raphaël Colantonio (1971) è un autore di videogiochi francese, fondatore e presidente per 18 anni di Arkane Studios.
Ha lavorato come game director in diversi titoli di Arkane, tra cui la serie Dishonored, concepita insieme ad Harvey Smith.

## Carriera
Appena maggiorenne, Colantonio, al momento di prendere parte al servizio militare obbligatorio che la Francia attuava al tempo, partecipò invece ad un concorso tenuto da Electronic Arts, che richiedeva profonde conoscenze della serie Ultima, di cui lui era un grande fan. Colantonio non sapeva però che il concorso di EA aveva lo scopo di trovare candidati qualificati per l'apertura di un nuovo studio che l'azienda voleva fondare in Francia, e passato il concorso fu assunto, contribuendo a stabilire i loro servizi di assistenza clienti nel paese.
Con l'affermazione delle console per videogiochi, EA effettuò uno spostamento di risorse sempre maggiore verso il videogioco sportivo, un genere videoludico a cui Colantonio non era affatto interessato, abbandonando così l'azienda statunitense e prendendo invece posizione presso Infogrames, per un breve periodo. Decise però, intorno al 1999, di voler fondare la propria software house e, con il sostegno finanziario di suo zio, lui e tre suoi amici fondarono gli Arkane Studios a Lione.
Nel giugno 2017, Colantonio ha lasciato Arkane, trattenendosi per un periodo limitato con la filiale di Lione, aiutando nella transizione verso la nuova gestione, mentre Smith sarebbe rimasto a capo dello studio di Austin. Le motivazioni della sua dipartita, ha dichiarato Colantonio, risiedono nel voler trascorrere più tempo con suo figlio e rivalutare i suoi obiettivi per il futuro.